# Deudorix vosseleri
Deudorix vosseleri är en fjärilsart som beskrevs av Embrik Strand 1911. Deudorix vosseleri ingår i släktet Deudorix och familjen juvelvingar. Inga underarter finns listade i Catalogue of Life.